# Злодій (фільм, 1967)
«Злодій» (фр. Le Voleur) — французький кримінальний фільм 1967 року режисера Луї Маля, з Жаном-Полем Бельмондо у головній ролі. Екранізація однойменного роману Жоржа Дар'єна 1897 року.

## Сюжет
Жорж Рандаль (Жан-Поль Бельмондо) — молодий аристократ за походженням, спадкоємець значних статків. Однак, його дядько-опікун активно витрачає гроші Жоржа і здається вони закінчаться скоріше, ніж він зможе скориста́тися ними. Жорж також дуже закоханий у Шарлотту (Женев'єва Б'южольд), але її руку дядько обіцяв іншому, якого Шарлотта не любить. Тоді Жорж починає грабувати багатих, проте ставши з помсти на шлях розбійництва, він не втрачає благородства, перетворившись на Олексу Довбуша свого часу …

## У ролях
- Жан-Поль Бельмондо — Жорж Рандаль
- Женев'єв Б'южо — Шарлотта
- Крістіан Люде[fr] — Урбен Рандаль, дядько та вихователь Жоржа
- Бернадетт Лафон — Маргарита
- Моніка Мелінанд[fr] — пані де Монтарей
- Крістіан де Тільєр[fr] — Арман де Монтарей, наречений Шарлотти
- Жульєн Гійомар — Отець Фелікс Маржель
- Марі Дюбуа[fr] — Женев'єва
- Марлен Жобер — Брусей
- Франсуаза Фабіан — Іда
- Поль Ле Персон[fr] — Роже Вуазен або Роже-ла-Онт
- Жак Дебарі — епізод
- Фернан Гіо — епізод
- Марк Дудікур — Антуан
- Монік Мелінан — епізод
- Мадлен Дам'єн — епізод
- Мартіна Сарсе — Рене
- Роже Крузе — епізод
- Жаклін Стауп — епізод
- Ніколь Шолле — епізод
- Нан Жермон — епізод
- Жан Шамп'йон — епізод
- Поль Валлі — епізод
- Жак Гьозі — епізод
- Крістіан де Тійєр — епізод
- Габрієль Гобен — епізод
- Шарль Деннер — Жан-Франсуа
- Марлен Жобер — епізод
- Моріс Озель — епізод
- Жан-Люк Бідо — епізод
- Жак Давид — епізод
- П'єр Етекс — епізод
- Гастон Мюньє — епізод
- Одетт Піке — епізод
- Жильбер Серв'єн — епізод
- Анн Вернон — епізод

## Знімальна група
- Режисер — Луї Маль
- Сценаристи — Жан-Клод Карр'єр, Луї Маль, Данієль Буланже
- Оператор — Анрі Деке
- Композитор — Анрі Ланое
- Художник — Жак Солньє
- Продюсер — Жорж Лоран

## Навколо фільму
- Жан-Поль Бельмондо говорить про Жоржа Рандаля, роль якого він грає у фільмі:

«Він стає злодієм спочатку зі злості, а потім — від задоволення».
- У Франції фільм переглянули 1 225 555 глядачів.